# Deus e o Diabo na Terra do Sol
Deus e o Diabo na Terra do Sol és una pel·lícula de Glauber Rocha que es va estrenar el 10 de juliol de 1964 a Brasil. Hi van participar actors com Geraldo del Rey o Yoná Magalhães i Othon Bastos.
Rodada a Monte Santo (Bahia), pertany al moviment Cinema Novo, que aborda els problemes sociopolítics del Brasil dels anys 60. La pel·lícula va ser seleccionada com a entrada brasilera per al Millor pel·lícula en llengua estrangera als Premis Oscar de 1964, però no va ser acceptada com a nominada.

## Argument
A la dècada de 1940, durant una altra sequera al sertão, el granger Manoel està fart de la seva situació i espera comprar el seu propi terreny. El seu cap intenta enganyar-lo dels seus guanys i Manoel el mata, fugint amb la seva dona, la Rosa.
Ara fora de la llei, Manoel viatja al lloc sagrat de Monte Santo per unir-se a un culte religiós encapçalat per l'autoproclamat sant Sebastião que tolera la violència i predica doctrines inquietants contra els terratinents rics. Mentrestant, l'església i les elits locals contracten un caça-recompenses anomenat Antônio das Mortes per eliminar el grup. Abans que Antônio pugui assassinar en Sebastião, Rosa apunyala Sebastião, deixant-lo mort, i els dos tornen a moure's. En aquest punt, la parella acaba amb una banda de cangaceiros també treballant per enderrocar el govern i els caps del sertão. Antônio té ara l'encàrrec d'assassinar aquests bandolers. Troba el cap de cangaceiros Corisco i Dadá i els assassina, deixant sols Manoel i Rosa de nou.
I així va, tots dos corrent d'una lleialtat a una altra, seguint les paraules dels altres mentre intenten trobar un lloc a la seva terra despietada.

## Repartiment
- Geraldo Del Rey - Manoel
- Yoná Magalhães - Rosa
- Othon Bastos - Corisco
- Maurício do Valle - Antonio das Mortes
- Lidio Silva - Sebastião
- Sonia Dos Humildes - Dadá
- João Gama - Sacerdot
- Antônio Pinto - Coronel
- Milton Rosa - Moraes
- Roque Santos - Roque

## Producció
Glauber Rocha tenia 25 anys quan va escriure i va començar a dirigir la pel·lícula. El seu rodatge va tenir lloc a Monte Santo i Canudos, Bahia que va durar des del 18 de juny de 1963 fins al 2 de setembre de 1963.
En l'escena on veiem a "Manoel" (Geraldo Del Rey) portant una pedra enorme sobre el seu cap mentre pujava de genolls al Monte Santo, Del Rey va insistir a portar una pedra real que pesava més de 20 quilos, cosa que preocupava Rocha. Després del tiroteig, Del Rey es va haver de prendre 2 dies de descans per fatiga.
Durant el doblatge del so, Othon Bastos va interpretar tres veus. A més de doblar-se com a "Corisco", va interpretar la veu de "Lampião" (a qui "Corisco" havia "incorporat") i també va doblar "Sebastião", el Déu negre, tot i que Lídio Silva va interpretar el personatge a la pantalla.

## Llançament
La pel·lícula es va estrenar en DVD a Amèrica del Nord per primera vegada per Koch-Lorber Films.
Una restauració 4K es va estrenar al 75è Festival Internacional de Cinema de Canes, a la secció "Cannes Classics Restorations.

## Recepció

### Recepció crítica
L'agregador de ressenyes de pel·lícules Rotten Tomatoes va informar d'una puntuació d'aprovació del 100%, basada en 15 ressenyes, amb una valoració mitjana de 8,3/10.
A. H. Weiler des de The New York Times ' va elogiar la pel·lícula, titllant-la de "simple, en blanc i negre, més sorprenent com una polèmica impactant que un drama memorable". Ted Shen de The Chicago Reader va escriure: "La fusió d'elements europeus i afrobrasilers (diàlegs, imatges exquisides en blanc i negre i música de Villa-Lobos) són sorprenentment originals i poètics a l'hora de transmetre l'esperança i la desesperació dels oprimits." Time Out Magazine va elogiar l'estil de la pel·lícula com a " entre la balada popular i el mite contemporani, ja que les referències a la història i la cultura brasileres són generalitzades i bastant opaques per als no iniciats".

### Premis i nominacions
La pel·lícula va ser nominada a la Palma d'Or a la competició principal del 17è Festival Internacional de Cinema de Canes. També va ser seleccionada com a entrada brasilera per a la Millor pel·lícula en llengua estrangera als Premis Oscar de 1964, però no va ser acceptada com a nominada.
El 2015 va ser votat número 2 a la llista de les 100 millors pel·lícules brasileres segons ABRACCINE.